# 2023年P. LEAGUE+新人選秀會
2023年P. LEAGUE+新人選秀會為P. LEAGUE+（PLG）在2023-24賽季開打之前舉辦的第三屆新人選秀會，於2023年7月11日舉行。本屆新人選秀會共有40人參與，最終有8人獲選，由外籍生阿拉薩成為選秀狀元。
本屆新人選秀會只有新北國王、新竹街口攻城獅與高雄17直播鋼鐵人三隊有資格挑選外籍生球員。

## 選秀結果
| →      | 順序一 | 順序二            | 順序三 | 順序四            | 順序五 | 順序六 |
| [ 3 ]  | 攻城獅 | 鋼鐵人            | 夢想家 | 領航猿            | 國王   | 勇士   |
| ------ | ------ | ----------------- | ------ | ----------------- | ------ | ------ |
| 第一輪 | 阿拉薩 | （領航猿） 喬楚瑜 | 丁冠皓 | （鋼鐵人） 丹尼爾 | 蘇培凱 | 蔡鎮嶽 |
| 第二輪 | 王翊帆 | 劉承彥            | 放棄   | 放棄              | 放棄   | 放棄   |
| 第三輪 | 放棄   | 放棄              | 不適用 | 不適用            | 不適用 | 不適用 |

| G | 後衛 | F | 前鋒 | C | 中鋒 |

| 輪次 | 總順位 | 球員   | 位置 | 選中球隊                                | 最後籃球資歷     |
| ---- | ------ | ------ | ---- | --------------------------------------- | ---------------- |
| 1    | 1      | 阿拉薩 | C    | 新竹街口攻城獅                          | 國立臺灣藝術大學 |
| 1    | 2      | 喬楚瑜 | F    | 桃園璞園領航猿 （來自高雄17直播鋼鐵人） | 輔仁大學         |
| 1    | 3      | 丁冠皓 | F    | 福爾摩沙台新夢想家                      | 健行科技大學     |
| 1    | 4      | 丹尼爾 | C    | 高雄17直播鋼鐵人 （來自桃園璞園領航猿） | 世新大學         |
| 1    | 5      | 蘇培凱 | G    | 新北國王                                | 國立臺灣藝術大學 |
| 1    | 6      | 蔡鎮嶽 | F    | 臺北富邦勇士                            | 國立高雄師範大學 |
| 2    | 7      | 王翊帆 | G    | 新竹街口攻城獅                          | 輔仁大學         |
| 2    | 8      | 劉承彥 | G    | 高雄17直播鋼鐵人                        | 義守大學         |

- 參考資料：[7][3][8]

## 選秀權交易
1. 1 2  2021年10月21日，高雄鋼鐵人與桃園領航猿進行交易[5]：
  - 高雄鋼鐵人獲得彭俊諺
  - 桃園領航猿獲得2023年新人選秀會第一輪選秀權
2. 1 2  2023年6月19日，桃園璞園領航猿與高雄17直播鋼鐵人進行交易[6]：
  - 桃園璞園領航猿獲得周儀翔
  - 高雄17直播鋼鐵人獲得施晉堯、陳冠全與2023年新人選秀會第一輪選秀權

## 體能測試會
2023年7月5日，在國立臺灣藝術大學舉行體能測試會。由陳信安、郭少傑、簡廷兆、陳范柏彥、李威廷、曾柏喻、姜廣謙、陳又瑋、藍少甫、王律翔組成的學長隊對抗學弟隊。最終學長隊以56比49擊退學弟隊。

## 選秀報名
2023年6月17日，為本屆新人選秀會的報名截止日。6月19日，聯盟宣佈共有51人報名，42人符合選秀資格。7月5日，聯盟宣佈林彥廷與唐維傑放棄參與選秀，最終有40人確定投入選秀：
- 九龍（外籍生）
- 吳政昕
- 蔡鎮嶽
- 阿拉薩（外籍生）
- 王正文
- 廖景泰
- 吳沛嘉
- 簡賀宇
- 丹尼爾（外籍生）
- 沙巴斯丁（外籍生）
- 張兆辰
- 許敬恩
- 蔣浩文
- 李沛澄
- 楊皓韋
- 蔡亞軒
- 蔡紘揚
- 謝承諳
- 陳澔翔
- 陳力行
- 范哲浩
- 陳昭群
- 劉光尚
- 陳駿偉（外籍生）
- 陳逸
- 巫紹齊
- 沙鹿（外籍生）
- 蘇格爾（外籍生）
- 劉彥廷
- 喬楚瑜
- 歐力士（外籍生）
- 黃子軒
- 亦含
- 林勵
- 郭振復
- 丁冠皓
- 王翊帆
- 劉承彥
- 蘇培凱
- 熊哲言

## 外部連結
- YouTube上的PLG Draft 2023
- . P. LEAGUE+.   [2023-05-05]. （原始内容存档于2023-05-10）.